# 3950 Јошида
3950 Јошида (енгл. 3950 Yoshida) је астероид главног астероидног појаса чија средња удаљеност од Сунца износи 2,995 астрономских јединица (АЈ).
Апсолутна магнитуда астероида је 12,0.